# Verwaltungsgliederung Sambias
Die Verwaltungsgliederung Sambias kennt zwei Verwaltungsebenen. Seit 2011 gliedert sich Sambia in zehn Provinzen (provinces), die wiederum in 89 local authorities untergliedert sind: Davon haben 69 einen Status als District Council, vier als City Council und 16 als Municipal Council.

## Entwicklung
Die territoriale Einteilung Sambias nach Provinzen und Distrikten beruht in wesentlichen Grundzügen auf den historischen administrativen Festlegungen mittels Court Areas, die 1911 von der British South Africa Company nach deren Gesichtspunkten eingerichtet wurden.
Der Staat Sambia bestand bei seiner Gründung im Jahre 1964 aus 8 Provinzen. Von den ursprünglichen Provinznamen änderten sich 1969 zwei, Barotseland in Western und die bisherige Provinz Western in Copperbelt. Drei Hauptorte trugen bis zu demselben Jahr noch ihre Namen aus der britischen Kolonialzeit. die sich nun auch änderten. Die nachfolgende Tabelle veranschaulicht die ehemalige administrative Gliederung des unabhängigen Sambias vor diesen Veränderungen. Innerhalb der damaligen Territorialgliederung gab es 43 ländliche und 9 städtische Distrikte.
|    | Provinz (vormalige Gliederung) | Hauptstadt    |
| -- | ------------------------------ | ------------- |
| 01 | Barotseland                    | Mongu         |
| 02 | Central                        | Broken Hill   |
| 03 | Eastern                        | Fort Jameson  |
| 04 | Luapula                        | Fort Rosebery |
| 05 | Northern                       | Kasama        |
| 06 | North-Western                  | Solwezi       |
| 07 | Southern                       | Livingstone   |
| 08 | Western                        | Ndola         |

Im Jahre 1973 entstand durch Abtrennung der Distrikte Lusaka und Luangwa (früher Feira) von der Central Province die neue Lusaka Province. Bei ihrer Gründung umfasste sie eine Fläche von nur 360 km2. Das Wachstum ihrer gleichnamigen Hauptstadt machte 1988 eine Flächenerweiterung erforderlich. Der Staat Sambia umfasste seither 9 Provinzen, die wiederum in 63 Distrikte aufgeteilt waren. Mit Bildung der Provinz Muchinga im Jahre 2011 kam diese als zehnte hinzu. Zu diesem Zweck wurden die Distrikte Chinsali, Isoka, Mafinga, Mpika und Nakonde der Nordprovinz sowie der Distrikt Chama der Ostprovinz zusammengeführt.

## Provinzen

Provinzen in Sambia

Der Staat gliedert sich in zehn Provinzen. Die jüngste ist Muchinga.
|    | Provinz         | Hauptstadt |
| -- | --------------- | ---------- |
| 01 | Zentralprovinz  | Kabwe      |
| 02 | Copperbelt      | Ndola      |
| 03 | Ostprovinz      | Chipata    |
| 04 | Luapula         | Mansa      |
| 05 | Lusaka          | Lusaka     |
| 06 | Muchinga        | Chinsali   |
| 07 | Nordprovinz     | Kasama     |
| 08 | Nordwestprovinz | Solwezi    |
| 09 | Südprovinz      | Choma      |
| 10 | Westprovinz     | Mongu      |

## Distrikte
Die Provinzen sind in Distrikte (Districts) unterteilt. Diese tragen für gewöhnlich den Namen der Distriktshauptstadt. Unterschieden werden beide durch den Zusatz boma bei der Hauptstadt und dem Zusatz district beim Distrikt, also beispielsweise Mansa boma und Mansa district. Jede boma hat für gewöhnlich ein Krankenhaus, Haupt- und Sekundarschulen, letztere zumeist mit Internat für 1000 Schüler.
Die Zahl der Distrikte hat mit den Jahren stark zugenommen, auf derzeit 116 Distrikte (Stand: 2023). Beispielsweise wurden im Jahre 2018 per Dekret des Präsidenten Edgar Lungu 7 neue Distrikte geschaffen.
Im Jahr 2022 bestanden die folgenden 116 Distrikte:
Zentralprovinz (11)

- Chibombo
- Chisamba
- Chitambo
- Kabwe
- Kapiri Mposhi
- Luano
- Mkushi
- Mumbwa
- Ngabwe
- Serenje
- Shibuyunji

Copperbelt (10)

- Chililabombwe
- Chingola
- Kalulushi
- Kitwe
- Luanshya
- Lufwanyama
- Masaiti
- Mpongwe
- Mufulira
- Ndola

Ostprovinz (15)

- Chadiza
- Chama
- Chasefu
- Chipangali
- Chipata
- Kasenengwa
- Katete
- Lumezi
- Lundazi
- Lusangazi
- Mambwe
- Nyimba
- Petauke
- Sinda
- Vubwi

Luapula (12)
- Chembe
- Chiengi
- Chifunabuli
- Chipili
- Kawambwa
- Lunga
- Mansa
- Milenge
- Mwansabombwe
- Mwense
- Nchelenge
- Samfya

Lusaka (6)

- Chilanga
- Chongwe
- Kafue
- Luangwa
- Lusaka
- Rufunsa

Muchinga (8)

- Chinsali
- Isoka
- Kanchibiya
- Lavushimanda
- Mafinga
- Mpika
- Nakonde
- Shiwang’andu

Nordwestprovinz (11)

- Chavuma
- Ikelenge
- Kabompo
- Kalumbila
- Kasempa
- Manyinga
- Mufumbwe
- Mushindamo
- Mwinilunga
- Solwezi
- Zambezi

Nordprovinz (12)
- Chilubi
- Kaputa
- Kasama
- Lunte
- Lupososhi
- Luwingu
- Mbala
- Mporokoso
- Mpulungu
- Mungwi
- Nsama
- Senga Hill

Südprovinz (15)

- Chikankata
- Chirundu
- Choma
- Gwembe
- Itezhi Tezh
- Kalomo
- Kazungula
- Livingstone
- Mazabuka
- Monze
- Namwala
- Pemba
- Siavonga
- Sinazongwe
- Zimba

Westprovinz (16)
- Kalabo
- Kaoma
- Limulunga
- Luampa
- Lukulu
- Mitete
- Mongu
- Mulobezi
- Mwandi
- Nalolo
- Nkeyema
- Senanga
- Sesheke
- Shangombo
- Sikongo
- Sioma

## Wahlkreise
2016 gab es 156 Wahlkreise. Diese Zahl liegt heute nicht mehr sehr weit über der der Distrikte. Viele Distrikte waren in mehrere Wahlkreise aufgeteilt. Allerdings wurden in der Vergangenheit bei der Neubildung eines Distriktes meist der entsprechende Wahlkreis abgespalten.

## Wards
Die unterste Struktur sind die Wards. Ihnen ist jedoch keine Verwaltungsaufgaben zugeteilt und sie sind lediglich bei Wahlen von Bedeutung. Dabei sind die Distrikte in jeweils meist über zehn Wards aufgeteilt. Insgesamt 1858 Stück (2021). Für jeden Ward wird von der Bevölkerung ein Councillor gewählt. Mehrere Wards/Councillors werden zu einem Rat zusammengefasst.

## Traditionelle Verwaltungsstrukturen
Neben den modernen Verwaltungsebenen existieren in Sambia auch traditionellen Autoritäten. Beinahe ganz Sambia, 94 % der Landesfläche, ist in 288 Chiefdoms von unterschiedlicher Größe aufgeteilt. Dabei sind die Gebietsgrenzen sehr oft nicht an Distriktgrenzen gebunden.
Unter der britischen Kolonialherrschaft wurden die existierenden traditionellen Autoritätsstrukturen der lokalen Ebene erhalten und in die unterste Ebene des kolonialen Verwaltungssystems integriert. Allerdings wurden in vielen Gebieten Sambias übergeordneten Strukturen in Form eines Chiefdoms erst 1928 durch die Briten eingeführt und existierten in dieser Form (traditionell) zuvor nicht. Die Chiefdoms liegen, bezogen auf ihre Autorität, über den Strukturen der Wards und sind in ihrem Einflussbereich nicht zwingen nur auf einzelne Distrikte beschränkt. Auch kommt es mitunter zu Gebietsstreitigkeiten zwischen den einzelnen Chiefs. Die Chiefs in Sambia stellen heute eine hohe Autorität dar und fungieren als Sprachrohr der lokalen Bevölkerung gegenüber der Distriktverwaltung.
Die unterste Ebene der traditionellen Hierarchie stellte in vorkolonialer Zeit der Dorfvorsteher, der Village Headmen. Die Dörfer wurden in der Regel an Sippengrenzen festgemacht. Dadurch ist der Dorfvorsteher in vielen Fällen gleichzeitig das Sippenoberhaupt. Aus diesem Grund haben Dorf und Vorsteher oft denselben Namen. Jedes Dorf stellte eine unabhängige Einheit dar, die keine politische Autorität außerhalb der Dorfgrenzen anerkannte.
Unter dem Einfluss der Missionsstationen wurden mehrerer Dörfer zusammengeschlossen (sogenannte Parishes), denen ein Senior Headman vorsteht. Diese Parishes haben im heutigen Sambia keine politische Bedeutung. Die Senior Headmen jedoch stehen in regelmäßigem Kontakt zum jeweiligen Chief. Sie beraten diesen bei wichtigen Entscheidungen und fungieren als Mittelsmänner zwischen dem Chief und der Bevölkerung. Ein Chief kann darüber hinaus auf die Traditional Councillors zurückgreifen, ein Beratergremium das meist die Dorfältesten stellen. Die Traditional Councillors und Senior Headmen regeln nach dem Tod eines Häuptlings die Nachfolge. Dabei können sie aus den männlichen Nachfahren des verstorbenen Chiefs wählen. Es soll auch vorgekommen sein, dass ein Chief aufgrund seiner schlechter Führung von den Senior Headmen abgesetzt wurde.